# Lapio
Lapio község (comune) Olaszország Campania régiójában, Avellino megyében.

## Fekvése
A megye keleti részén fekszik. Határai: Candida, Chiusano di San Domenico, Luogosano, Montefalcione, Montemiletto, Parolise, San Mango sul Calore és Taurasi. Lapio egy mezőgazdasági település a Calore Irpino folyó bal partján.

## Története
Neve a latin lapideus melléknévből származik, amelynek jelentése köves. Első említése 894-ből származik. A 11. századtól 1806-ig a Filangeri nemesi család birtoka.  A következő századokban nemesi birtok volt. A 19. században nyerte el önállóságát, amikor a Nápolyi Királyságban felszámolták a feudalizmust.

## Népessége
A népesség számának alakulása:

## Főbb látnivalói
Fő látnivalói a Santa Caterina- és Santa Maria della Neve-templomok, valamint a Palazzo Baronale.